# Méligny-le-Grand
Méligny-le-Grand ist eine französische Gemeinde mit 89 Einwohnern (Stand 1. Januar 2022) im Département Meuse in der Region Grand Est (vor 2016 Lothringen). Sie gehört zum Arrondissement Commercy, zum Kanton Vaucouleurs und zum Gemeindeverband Commercy-Void-Vaucouleurs.

## Geografie
Die Gemeinde Méligny-le-Grand liegt am Ende eines Seitentals der Barboure auf dem Plateau zwischen den Flüssen Maas und Ornain, etwa 13 Kilometer südwestlich von Commercy.  Umgeben wird Méligny-le-Grand von den Nachbargemeinden Ménil-la-Horgne im Nordosten, Naives-en-Blois im Osten, Bovée-sur-Barboure im Südosten, Méligny-le-Petit im Südwesten sowie Saulvaux im Westen und Nordwesten. Drei Kilometer nördlich von Méligny-le-Grand befindet sich eine Auffahrt zur autobahnartig ausgebauten RN 4. Im Südosten der Gemeinde stehen vier Windkraftanlagen, von denen die höchste 80 m erreicht.

## Bevölkerungsentwicklung
| Jahr                       | 1962 | 1968 | 1975 | 1982 | 1990 | 1999 | 2006 | 2013 | 2019 |
| Einwohner                  | 104  | 94   | 76   | 65   | 67   | 89   | 95   | 104  | 90   |
| Quellen: Cassini und INSEE |      |      |      |      |      |      |      |      |      |

## Sehenswürdigkeiten

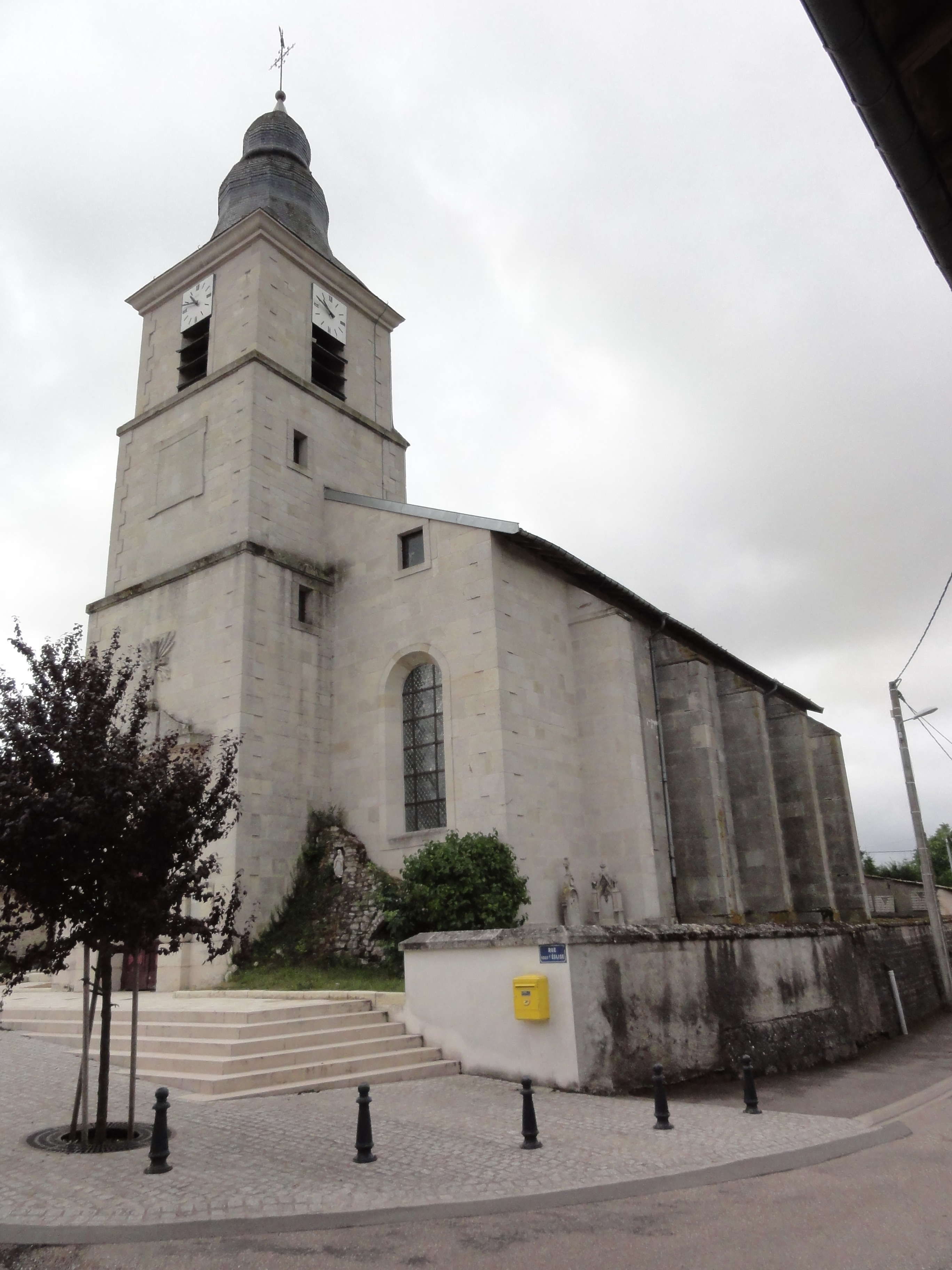
Kirche Saint-Evre
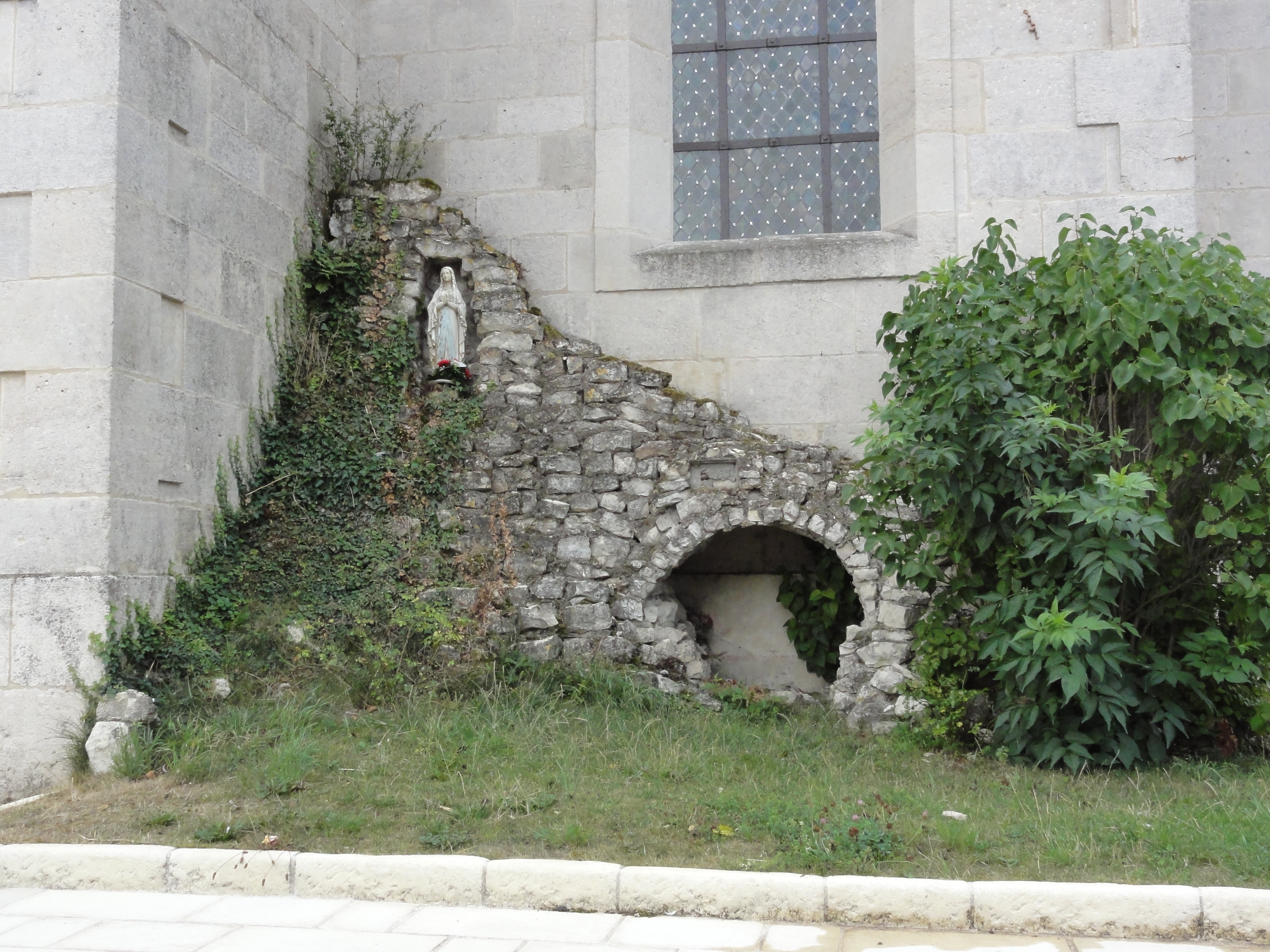
Grotte de Lourdes

- Kirche Saint-Evre
- Grotte de Lourdes